# Castello di Tiverton
Il castello di Tiverton è quel che rimane dell'edificio omonimo smantellato dopo la fine della Guerra civile inglese e trasformato, nel corso del XVII secolo, in una casa di campagna. Quando era ancora operativo occupava una posizione difensiva sulle rive del fiume Exe presso la cittadina di Tiverton. Il castello di Tiverton era un complesso ricco di edifici di cui ora restano solo pezzi di muri perimetrali, edifici di vari periodi e alcune torri. Durante la guerra civile il maniero fu una roccaforte fedele ai realisti tanto che il generale Thomas Fairfax lo pose sotto assedio ponendo il proprio quartier generale alla Blondell's School situata a Tiverton e assiepò la propria artiglieria al castello di Cranmore, ad appena mezzo miglio da quello di Tiverton. La Culverin, il più grande pezzo di artiglieria usato dal New Model Army era in grado di sparare fino a 2.000 yarde di distanza e mentre gli assedianti stavano ancora cercando di prendere bene la mira un colpo fortunato riuscì a colpire una delle catene che sostenevano il ponte levatoio di Tiverton e questo permise ai Roundhead di entrare nel castello e porre fine all'assedio prima ancora che iniziasse. La maggior parte della struttura venne quindi distrutta dai parlamentariani per evitare un suo qualsiasi uso durante la guerra.

## Storia
Nel 1106 l'importante maniero di Tiverton venne dato da Enrico I d'Inghilterra a Richard de Redvers che costruì il castello vero e proprio. Suo figlio Baldwin de Redvers (morto 4 giugno 1115) fu creato conte di Devon da Matilde d'Inghilterra durante l'anarchia, probabilmente all'inizio del 1114. Mary de Redvers, chiamata anche de Vernon probabilmente dal suo luogo di nascita, figlia di William de Redvers, V conte di Devon (morto 10 settembre 1217), sposò in seconde nozze Robert de Courtenay la cui madre era Hawise de Courci (morta 1219), erede della baronia feudale di Okehampton. Baldwin de Redvers, VII conte di Devon morì nel 1262 senza figli così il castello e il titolo passarono a sua sorella Isabella de Fortibus, vedova di William III de Forz, IV conte di Albermale (morto 1260).
Isabella morì nel 1293 senza figli viventi così che tutte le proprietà e i titoli passarono al cugino Hugh de Courtenay, I conte di Devon, barone di Okehampton, e bis-nipote di Robert de Courtenay e Mary de Redvers. Egli era già stato convocato al Parlamento del 1299 e nel 1335 gli venne conferito il titolo di conte di Devon giunto alla sua seconda creazione. Il castello rimase la principale residenza dei conti per tutto il medioevo fino al 1539 quando Henry Courtenay, I marchese di Exeter venne giustiziato per volere di Enrico VIII d'Inghilterra. I Courtenay erano anche proprietari del castello di Okehampton, loro residenza originaria, e più tardi costruirono anche il castello di Colcombe.
Dopo l'uccisione di Henry e la confisca di tutti i suoi beni, Tiverton venne dato dal re a John Russell, I conte di Bedford e dopo la morte di Enrico il castello tornò nelle mani della corona, nello specifico al suo giovane figlio Edoardo VI d'Inghilterra, che lo donò allo zio e Lord protettore Edward Seymour, I duca di Somerset. Nel 1552 Edoardo ne ordinò l'esecuzione e Tiverton passò alle mani di Henry Gates (1515circa-1589) un parlamentare fratello di John Gates che aveva servito come capitano delle guardie. John era molto vicino a John Dudley, I duca di Northumberland e supportò le pretese al trono di sua nuora, la giovane Giovanna Grey. La parentela dei due destò sospetti anche su Henry che, dopo l'ascesa al trono di Maria I d'Inghilterra venne arrestato, anche se riuscì poi a evitare l'esecuzione. Nel 1553 egli ottenne il perdono regio, ma non la restituzione delle terre. 
Maria ridiede tutte le proprietà ai Courtenay nella persona di Edward Courtenay, I conte di Devon, figlio del defunto Henry, e lo creò conte di Devon dando il via a una nuova creazione. Edward morì in esilio e senza figli nel 1556 e il titolo e le terre andarono a dei lontani cugino che discendevano dalle quattro sorelle del suo bisnonno ed omonimo Edward Courtenay, I conte di Devon (morto 1509). Costor si erano sposate imparentandosi con importanti famiglie e le proprietà vennero divise fra i loro discendenti in quattro parti. 
Chi ereditò il castello di Tiverton fu Roger Giffard, quinto figlio di Sir Roger Giffard (morto 1547), la cui residenza di famiglia era sita a Parkham e che si era sposato con Margaret Coblegh (morta 1548), ereditiera di John Coblegh di Brightley il cui monumento tombale è ancora visibile presso il villaggio di Chittlehampton.
Margaret aveva portato al marito parecchie proprietà cui ora si andava ad aggiungere anche Tiverton.
Un altro Roger Giffard (morto 1603) costruì tutta una serie di edifici nel castello che divennero noti come Giffard's Court ed anche una torre situata nel cortile come testimoniato da una pietra che porta incise le sue iniziali e la data "1588" ed era ancora vivo quando un devastante incendio scoppiò il 3 aprile 1598 uccidendo 33 persone e distruggendo 400 edifici. Suo nipote Roger Giffard morì senza eredi maschi e Tiverton andò alla figlia che aveva sposato tale Roger Burgoyne e i suoi due figli Roger e William vendettero il castello e tutti i suoi edifici a Peter West un Esquire che ne fece la sua casa e che servì come sceriffo del Devon nel 1707.
Quando nel 1728 morì John West la sola erede rimasta era la figlia Dorothy West e Tiverton andò quindi a suo marito Thomas Carew (1692circa-1746 circa).